# Typhlodromus personatus
Typhlodromus personatus är en spindeldjursart som beskrevs av Wolfgang Karg 1989. Typhlodromus personatus ingår i släktet Typhlodromus och familjen Phytoseiidae. Inga underarter finns listade i Catalogue of Life.